# 양형진
양형진(1991년 7월 12일 ~ )은 전 KBO 리그 롯데 자이언츠의 투수이다.

## KT 위즈시절
2014년에 입단하였다.

## 롯데 자이언츠시절
2016년에 2차 드래프트를 통해 이적하였다.

## 출신 학교
- 인천숭의초등학교
- 신흥중학교
- 인천고등학교
- 세한대학교